# إرنست داوسون
إرنست كريستوفر داوسون (2 أغسطس 1867 - 23 فبراير 1900) شاعر وروائي وكاتب قصة قصيرة إنجليزي وغالبًا ما يرتبط اسمه بحركة الانحلال.

## سيرة حياته
ولد إرنست داوسون في عام 1867 في منطقة لي التي كانت في مقاطعة كِنت حينها، قبل أن تصبح جزءًا من مقاطعة لندن. وكان عمه الأكبر ألفريد دوميت، رئيس وزراء نيوزيلندا. التحق داوسون بكلية كوينز، أكسفورد، لكنه تركها في مارس من عام 1888 دون الحصول على أي شهادة جامعية.
بدأ داوسون العمل في شركة Dowson & Son في نوفمبر من عام 1888، وهي شركة لحوض السفن الجاف لوالده في لايمهاوس، شرق لندن. عاش داوسون حياةً اجتماعية حافلة، فكان يتسكع مع طلاب الطب وتلامذة القانون ويزور المسارح الموسيقية ويصطحب المؤدين بعد ذلك إلى العشاء.
كان داوسون عضوًا في نادي القوافي، ومساهمًا في المجلات الأدبية مثل الكتاب الأصفر وذا سافوي (دوريّة). تعاون داوسون مع آرثر مور في روايتين لم تحققا نجاحًا، وعمل على رواية خاصة به بعنوان مدام دو فيول، وكتب مراجعات للمسلسل الكوميدي الناقد. في وقتٍ لاحق من حياته المهنية، أصبح داوسون مترجمًا للأدب الفرنسي، بما في ذلك روايات بلزاك والأخوة غونكور، والعلاقات الخطرة للكاتب الفرنسي شوديرلو دي لاكلو.
فُتن داوسون بفتاة تبلغ من العمر 11 عامًا تُدعى أديليد «ميسي» فولتينوفيتش في عام 1889، وهي ابنة صاحب مطعم بولندي. اعتنق داوسون الكاثوليكية الرومانية في عام 1892، وتقدم لخطبة فولتينوفيتش في عام 1893 التي كانت تبلغ من العمر 15 عامًا آنذاك. إلا أنها رفضت عرضه وتزوجت من خياطٍ فيما بعد.
توفي والد داوسون الذي كان يعاني من داء السل، بسبب جرعة زائدة من هيدرات الكلورال في أغسطس من عام 1894. وفي فبراير من عام 1895، انتحرت والدته التي عانت أيضًا من الداء ذاته شنقًا. أخذت صحة داوسون تتدهور بسرعة بعد وقت قصير من وفاتها. منح ليونارد سميثرز، داوسون مبلغًا من المال للعيش في فرنسا والقيام ببعض الترجمات له. إلا أن داوسون عاد في عام 1897 إلى لندن ليعيش مع عائلة فولتينوفيتش.
وجد الكاتب روبرت شيرارد داوسون معدمًا معوزًا في حانة للنبيذ في عام 1899. فأخذه إلى كوخه في كاتفورد، حيث أمضى داوسون أسابيعه الستة الأخيرة.
في 23 فبراير من عام 1900، توفي داوسون في كاتفورد عن عمرٍ يناهز 32 عامًا. ودُفن في قسم الروم الكاثوليك في مقابر بروكلي وليدي ويل في لندن.

## أعماله
أفضل ما يُذكَر به داوسون هو ثلاث عبارات من قصائده:
«أيام النبيذ والورد»، من قصيدة «الحياة قصيرة جدًا»
«ذهب مع الريح»، من قصيدة «لم أعد كما كنت في ظلِّ مملكة سينارا الطيبة»
«لقد كنت مخلصًا... على طريقتي» من قصيدة «لم أعد كما كنت في ظلِّ مملكة سينارا الطيبة»
أطلق جيمس. بينكني. ميلر على مسرحية تلفزيونية اسم «أيام النبيذ والورد» (1958) وكان الفيلم الذي يحمل ذات العنوان مبنيًا على تلك المسرحية. ألهمت العبارة أيضًا أغنية بعنوان «أيام النبيذ والورد» لأندي ويليامز.
لامست عبارة «الصوت البعيد، الحزين والخافت الذي أردتُه» في السطر الأول من المقطع الثالث من قصيدة «لم أعد كما كنت في ظلِّ مملكة سينارا الطيبة»، الروائية مارغريت ميتشل، واختارت هذا السطر كعنوان لروايتها «ذهب مع الريح».
إن قصيدة «لم أعد كما كنت في ظلِّ مملكة سينارا الطيبة» هي أيضًا مصدر عبارة «لقد كنت مخلصًا... على طريقتي»، كما في عنوان الفيلم مخلص على طريقتي (1946). لعب كول بورتر على عبارة داوسون في أغنية «حقيقيٌّ معك دائمًا على طريقتي» في المسرحية الغنائية قبليني، كيت. ويستخدم المغني موريسي السطور هذه، «بطريقتي الغريبة/ لطالما كنت صادقًا معك/ بطريقتي المريضة/ سأظل دائمًا صادقًا معك» في أغنية «سبيد واي» في ألبوم فوكسهول وأنا.
وفقًا لقاموس أكسفورد الإنجليزي، يقدم داوسون أول استخدام مسجل لكلمة «كرة القدم««سوكر/Soccer» في اللغة المكتوبة، على الرغم من تهجئتها «سوكا/socca».
تشتمل أعمال داوسون النثرية على القصص القصيرة التي جُمعت تحت عنوان مُعضلات (1895)، والروايتين كوميديا الأقنعة (1893) وأدريان روم (كتبهما بالاشتراك مع آرثر مور).
نُشرت قصيدة «لم أعد كما كنت في ظلِّ مملكة سينارا الطيبة» لأول مرة في الكتاب الثاني لنادي القوافي في عام 1894، ونوّه عنه ريتشارد لو غاليان في عموده «رحلاتٌ في عالم الكتب» في مجلة ذي آيدلر، المجلد التاسع.